# Mistrzostwa Polski Juniorów w Curlingu 2009
Mistrzostwa Polski Juniorów w Curlingu 2009 składały się z dwóch etapów: eliminacji i finałów. Turniej eliminacyjny odbył się między 18 a 20 września w Gliwicach a finały w dniach 23-25 października w Cieszynie.
W fazie finałowej brały udział 4 drużyny, które grały systemem kołowym. Do finału awansowały dwa najlepsze zespoły. Mistrzem Polski została drużyna, która wygrała dwukrotnie (wliczając mecz z Round Robin). Złoci medaliści reprezentowali Polskę na Europejskim Challengu Juniorów 2010 w Pradze.
Mistrzami Polski zostały drużyny AZS Gliwice Dzwoneczki i ŚKC MARLEX TEAM.

## Eliminacje[1]

### Kobiety
| # | Drużyna                 |
| - | ----------------------- |
| 1 | AZS Gliwice Dzwoneczki  |
| 2 | RKC X-Treme Ruda Śląska |
| 3 | ŚKC MOC TEAM Katowice   |
| 4 | AZS PŚ Gliwice OH       |
| 5 | City CC Śfiry           |
| 6 | ŚKC Rolling Stones      |

### Mężczyźni
| #  | Drużyna                   |
| -- | ------------------------- |
| 1  | AZS Gliwice Kaczory       |
|    | ŚKC MARLEX TEAM Katowice  |
|    | MKS Axel Toruń            |
| 4  | AZS Łódź                  |
| 5  | AZS Gliwice Zbieranina    |
| 6  | KKC Krakofsky Team        |
| 7  | KS Warszowice             |
| 8  | Sopot CC Wa ku’ta         |
| 9  | City CC Łosie^2           |
| 10 | AZS Gliwice OH            |
| 11 | Poznański Klub Curlingowy |

## Finały

### Kobiety

#### Drużyny[2]
|                         | Czwarta        | Trzecia               | Druga                | Otwierająca       | Rezerwowa          |
| ----------------------- | -------------- | --------------------- | -------------------- | ----------------- | ------------------ |
| AZS Gliwice Dzwoneczki  | Elżbieta Ran   | Dominika Łasak        | Magdalena Dumanowska | Joanna Sowińska   |                    |
| AZS Gliwice OH          | Marta Pluta    | Marta Malinowska      | Ewa Lechowicz        | Julia Malinowska  | Katarzyna Dorobisz |
| RKC X-Treme Ruda Śląska | Natalia Gilner | Magdalena Szołkiewicz | Natalia Turek        | Dominika Muskus   | Maria Kołodziej    |
| ŚKC MOC TEAM Katowice   | Agata Musik    | Magda Strączek        | Agnieszka Handzlik   | Dorota Wiśniewska |                    |

#### Wyniki

##### Klasyfikacja końcowa
| # | Drużyna                | W | P |
| - | ---------------------- | - | - |
| 1 | AZS Gliwice Dzwoneczki | 4 | 1 |
| 2 | ŚKC MOC TEAM           | 3 | 2 |
| 3 | RKC X-Treme            | 1 | 2 |
| 4 | AZS Gliwice OH         | 0 | 3 |

##### Finał
| 25 października 200910:00 | AZS Gliwice Dzwoneczki | 3:5 | ŚKC MOC TEAM |  |
| 25 października 200910:00 |                        | 3:5 |              |  |

| 25 października 200914:00 | AZS Gliwice Dzwoneczki | 7:5 | ŚKC MOC TEAM |  |
| 25 października 200914:00 |                        | 7:5 |              |  |

##### Klasyfikacja po Round Robin
| # | Drużyna                | W | P |
| - | ---------------------- | - | - |
| 1 | AZS Gliwice Dzwoneczki | 3 | 0 |
| 2 | ŚKC MOC TEAM           | 2 | 1 |
| 3 | RKC X-Treme            | 1 | 2 |
| 4 | AZS Gliwice OH         | 0 | 3 |

##### Sesja 1.
| 23 października 200917:00 | AZS Gliwice Dzwoneczki | 10:2 | AZS Gliwice OH |  |
| 23 października 200917:00 |                        | 10:2 |                |  |

|  | RKC X-Treme | 5:6 | ŚKC MOC TEAM |  |
|  |             | 5:6 |              |  |

##### Sesja 2.
| 24 października 20098:00 | AZS Gliwice Dzwoneczki | 8:4 | ŚKC MOC TEAM |  |
| 24 października 20098:00 |                        | 8:4 |              |  |

|  | RKC X-Treme | 17:0 | AZS Gliwice OH |  |
|  |             | 17:0 |                |  |

##### Sesja 3.
| 24 października 200915:00 | AZS Gliwice Dzwoneczki | 9:2 | RKC X-Treme |  |
| 24 października 200915:00 |                        | 9:2 |             |  |

|  | ŚKC MOC TEAM | 9:5 | AZS Gliwice OH |  |
|  |              | 9:5 |                |  |

### Mężczyźni

#### Drużyny[2]
|                          | Czwarty            | Trzeci          | Drugi            | Otwierający         | Rezerwowy        |
| ------------------------ | ------------------ | --------------- | ---------------- | ------------------- | ---------------- |
| AZS Gliwice Kaczory      | Rafał Sypień       | Jakub Chęć      | Olaf Sypień      | Szymon Tymrakiewicz | Mateusz Machecki |
| AZS Łódź                 | Aleksander Grzelka | Mateusz Jadczyk | Paweł Włodarczyk | Mateusz Syczewski   | Marcin Łopatka   |
| MKS Axel Toruń           | Bartosz Dzikowski  | Damian Cebula   | Maciej Turek     | Mateusz Kulik       | Jeremi Telak     |
| ŚKC MARLEX TEAM Katowice | Jakub Głowania     | Tomasz Zioło    | Michał Żółtowski | Damian Spek         |                  |

#### Wyniki

##### Klasyfikacja końcowa
| # | Drużyna             | W | P |
| - | ------------------- | - | - |
| 1 | ŚKC MARLEX TEAM     | 4 | 0 |
| 2 | AZS Łódź            | 2 | 2 |
| 3 | AZS Gliwice Kaczory | 1 | 2 |
| 4 | MKS Axel Toruń      | 0 | 1 |

##### Finał
| 25 października 200910:00 | ŚKC MARLEX TEAM | 7:6 | AZS Łódź |  |
| 25 października 200910:00 |                 | 7:6 |          |  |

##### Klasyfikacja po Round Robin
| # | Drużyna             | W | P |
| - | ------------------- | - | - |
| 1 | ŚKC MARLEX TEAM     | 3 | 0 |
| 2 | AZS Łódź            | 2 | 1 |
| 3 | AZS Gliwice Kaczory | 1 | 2 |
| 4 | MKS Axel Toruń      | 0 | 1 |

##### Sesja 1.
| 23 października 200917:00 | AZS Gliwice Kaczory | 5:6 | AZS Łódź |  |
| 23 października 200917:00 |                     | 5:6 |          |  |

|  | ŚKC MARLEX TEAM | 6:3 | MKS Axel Toruń |  |
|  |                 | 6:3 |                |  |

##### Sesja 2.
| 24 października 20098:00 | AZS Gliwice Kaczory | 8:6 | MKS Axel Toruń |  |
| 24 października 20098:00 |                     | 8:6 |                |  |

|  | ŚKC MARLEX TEAM | 7:5 | AZS Łódź |  |
|  |                 | 7:5 |          |  |

##### Sesja 3.
| 24 października 200915:00 | AZS Gliwice Kaczory | 3:9 | ŚKC MARLEX TEAM |  |
| 24 października 200915:00 |                     | 3:9 |                 |  |

|  | MKS Axel Toruń | 6:9 | AZS Łódź |  |
|  |                | 6:9 |          |  |